# Robert Herrick (romanforfatter)
 For alternative betydninger, se Robert Herrick. (Se også artikler, som begynder med Robert Herrick)
Robert Herrick (26. april 1868 — 23. december 1938) var en amerikansk forfatter.
Herrick studerede ved Harvard og var 1905-23 professor i engelsk ved Universitetet i Chicago. Titlen på hans første bog: The Man who Wins (1895) kan stå som motto for størstedelen af hans produktion. I hans bøger The Gospel of Freedom (1898), The Web of Life (1900), The Real World (1901) og The Common Lot (1904) vinder han mere herredømme over sit stof, indtil han når mesterskabet i The Memoirs of an American Citizen (1905, oversat til dansk af Holger Trautner).
Hans senere bøger Together (1908), Life for a Life (1910) og The Heater (1911) viser atter nogen nedgang. Ved sin konstruktive sikkerhed, klare koncise stil og fine mandigtprægede menneskeopfattelse rager han op over det meste af sin samtids amerikanske litteratur. Af hans seneste bøger kan nævnes: Waste (1924), Wanderings (1924), Chimes (1926).